# Lasiocercis
Lasiocercis är ett släkte av skalbaggar. Lasiocercis ingår i familjen långhorningar.

## Dottertaxa tillLasiocercis, i alfabetisk ordning[1]
- Lasiocercis affinis
- Lasiocercis albosignata
- Lasiocercis bigibba
- Lasiocercis bigibboides
- Lasiocercis bipenicillata
- Lasiocercis catalai
- Lasiocercis ciliata
- Lasiocercis elegantula
- Lasiocercis fasciata
- Lasiocercis fuscosignatus
- Lasiocercis hovanoides
- Lasiocercis limbolaria
- Lasiocercis madagascariensis
- Lasiocercis medioflava
- Lasiocercis nigrofasciata
- Lasiocercis nigropunctatus
- Lasiocercis nigrosignata
- Lasiocercis niveosignata
- Lasiocercis ochreoapicalis
- Lasiocercis ochreomaculata
- Lasiocercis ochreopicta
- Lasiocercis paraperroti
- Lasiocercis parvula
- Lasiocercis perroti
- Lasiocercis pilosa
- Lasiocercis postfasciata
- Lasiocercis posticefasciata
- Lasiocercis rufotibialis
- Lasiocercis semiarcuata
- Lasiocercis similis
- Lasiocercis subbigibboides
- Lasiocercis transversefasciata
- Lasiocercis tricoloripennis
- Lasiocercis truncata
- Lasiocercis truncatoides
- Lasiocercis vadoni
- Lasiocercis villiersi
- Lasiocercis viossati
- Lasiocercis viridana
- Lasiocercis ziczac